# SMS Roon
El SMS Roon fue el líder de su clase homónima de cruceros acorazados de la Marina Imperial alemana. El buque fue autorizado bajo la segunda ley naval de 1902, y construido por los astilleros Kaiserliche Werft de Kiel. Recibió su nombre en memoria del político y general prusiano Albrecht von Roon.
Participó en varias acciones durante la Primera Guerra Mundial, incluido el bombardeo a las localidades costeras inglesas de Scarborough, Hartlepool y Whitby, así como operaciones contra fuerzas rusas en el Báltico. Tras 1916, el Roon fue utilizado como buque para entrenamiento y buque cuartel en Kiel hasta el final de la guerra. Fue dado de baja en 1920 y desguazado posteriormente.

## Historial de servicio
El Roon fue puesto en grada en julio de 1902 en los astilleros de Kiel, donde fue botado en junio de 1903, durante su botadura, el inspector general Alfred von Waldersee apadrinó el buque. Fue completado en abril de 1906, con un coste total de 15 345 000 marcos. En 1908, el Roon sirvió como buque insignia del almirante Jacobsen, en el segundo grupo de la segunda división de exploradores de la Flota de Alta Mar, junto a su gemelo, el Yorck. Tras ser reemplazado como buque insignia el 30 de septiembre por el nuevo crucero de batalla Moltke, el Roon fue dado de baja en 1911; aunque fue reasignado tres años después, tras el inicio de la Primera Guerra Mundial. Al inicio de las hostilidades, el Roon sirvió como buque insignia del tercer grupo explorador. El 3 de noviembre de 1914, participó en la acción de bombardeo de Yarmouth.

### Bombardeo de Scarborough, Hartlepool y Whitby

Mapa ilustrando la ubicación de las fuerzas alemanas durante la retirada de las costas inglesas. En ese momento, el Roon se encontraba en la retaguardia de la Hochseeflotte.

Un mes después, entre el 15 y el 16 de diciembre, participó en el ataque a Scarborough, Hartlepool y Whitby. Junto al crucero acorazado SMS Prinz Heinrich, el Roon fue asignado a la vanguardia de la Flota de Alta Mar, que debía dar cobertura a distancia a los cruceros de batalla del almirante Franz von Hipper mientras estos, realizaban el bombardeo. Durante la operación, el Roon y los destructores se encontraron con fuerzas de exploración británicas; a las 6:16, el Roon entabló contacto con el HMS Lynx y el HMS Unity, con los que no llegó a intercambiar disparos de artillería. Tan pronto llegó el reporte de los destructores británicos por parte del Roon al SMS Hamburg, el almirante von Ingenohl ordenó a la Flota de Alta Mar poner rumbo a Alemania, momento en que el, Roon y sus destructores, se convirtieron en la retaguardia de la Flota de Alta Mar.
A las 6:59, el Roon, junto a los cruceros ligeros HMS Stuttgart y SMS Hamburg, se encontraron con los destructores bajo el mando del comandante Jones. Jones siguió al Roon hasta las 7:40, cuando el Stuttgart y el Hamburg se separaron para intentar hundir a sus perseguidores. A las 8:02, el Roon señaló que se había ordenado a los dos cruceros ligeros abandonar su persecución y retirarse junto al resto de la Flota de Alta Mar. A las 7:55, David Beatty recibió noticias de la ubicación del Roon, e intentó interceptar el crucero alemán, separando de su flota al New Zealand para dar caza a los buques alemanes, mientras que sus otros tres cruceros de batalla, los seguían a distancia. A las 9:00, Beatty supo que los cruceros de batalla alemanes, estaban bombardeando Hartlepool, por lo que decidió dejar la persecución del Roon y virar para dar caza a los cruceros de batalla alemanes. Los cruceros alemanes, permanecieron en la posición de retaguardia de la Flota de Alta Mar durante la retirada hasta la seguridad de los puertos alemanes.

### Operaciones en el Báltico
El almirante Reinhard Scheer decidió que el Roon y los demás cruceros acorazados del III grupo explorador, resultaban lentos y no tenían suficiente blindaje para servir en el mar del Norte. Por lo tanto, desde abril de 1915, pasaron a operar en el mar Báltico, participando en varias misiones de bombardeo. El 11 de mayo, el submarino británico HMS E9 localizó el Roon y otros buques en ruta a Libau, que había sido recientemente capturada por el ejército alemán. El E9 disparó cinco torpedos a la flotilla alemana; dos pasaron muy cercanos a la popa del Roon mientras que los otros tres, fallaron sus objetivos.

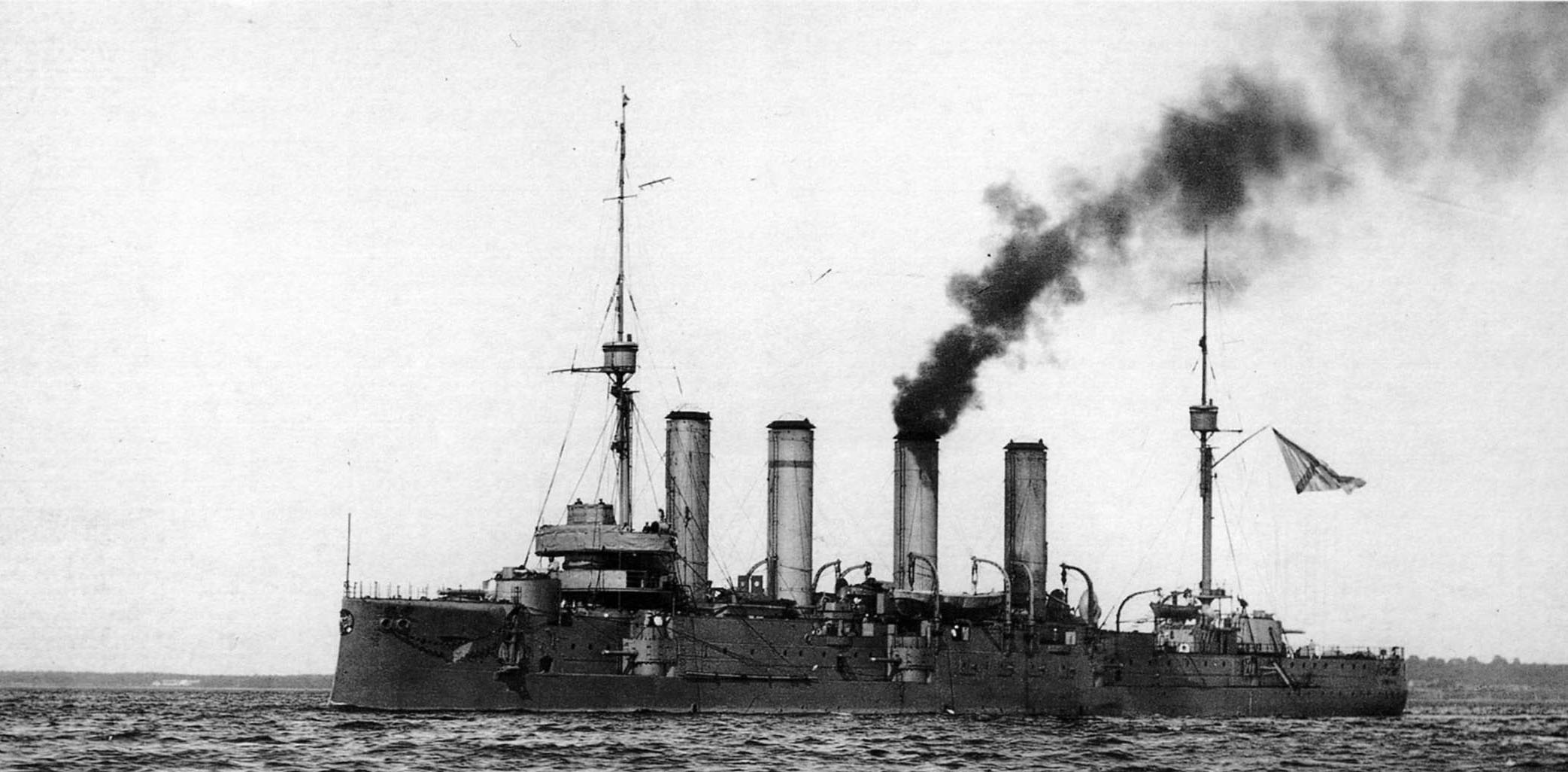
Crucero ruso Admiral Makarov.

El 2 de julio de 1915, el Roon participó en una batalla contra cruceros rusos frente a la costa de Gotland, Suecia. El crucero ligero SMS Augsburg y tres destructores, daban escolta al crucero minador SMS Albatross cuando fueron atacados por cuatro cruceros rusos; los cruceros acorazados Bayan y Admiral Makarov, y los cruceros ligeros Bogatyr y Oleg. El Augsburg escapó, mientras que los destructores, cubrían la retirada del Albatross, el cual, fue severamente dañado y forzado a buscar refugio en las aguas neutrales de Suecia. El Roon y el crucero ligero SMS Lübeck partieron para relevar a los asediados destructores alemanes. Al llegar al lugar, el Roon se enfrentó al Bayan, y el Lübeck abrió fuego contra el Oleg. Poco tiempo después de esto, el crucero ruso Rurik, junto a un destructor, llegó como refuerzo de la flotilla rusa. En el posterior duelo artillero, el Roon fue impactado en varias ocasiones, por lo cual, los buques alemanes se vieron obligados a retirarse.
El 10 de agosto, el Roon y el Prinz Heinrich bombardearon posiciones rusas en Zerel. Había varios destructores rusos anclados en Zerel y los cruceros alemanes, los cogieron por sorpresa, y consiguieron dañar uno de ellos.

### Últimos servicios
El 16 de febrero de 1916, se informó erróneamente que el Roon había sido capturado por un crucero británico en el Atlántico Norte. También se reportó erróneamente que tomó parte en la batalla de Jutlandia como buque insignia de las fuerzas exploradoras del cuerpo principal de la Flota de Alta Mar. Este error, aparece en los trabajos históricos publicados poco después de la Primera Guerra Mundial, pero trabajos posteriores lo han corregido.
En noviembre de 1916, el Roon fue desarmado y convertido en buque de entrenamiento y cuartel. Estacionado en Kiel, sirvió en este papel hasta 1918. Hubo planes para convertir al Roon en portahidroaviones, que no llegaron a fructificar, principalmente, porque la Kaiserliche Marine, prefería los zeppelines para el reconocimiento aéreo antes que los hidroaviones. El Roon fue dado de baja el 25 de noviembre de 1920 y desguazado al año siguiente.